# فوقس بيضاوي
فوقس بيضاوي (الاسم العلمي:Fucus ovifrons) هي نوع من الطلائعيات يتبع جنس الفوقس من الفصيلة الفوقسية.